# Elmo normanno

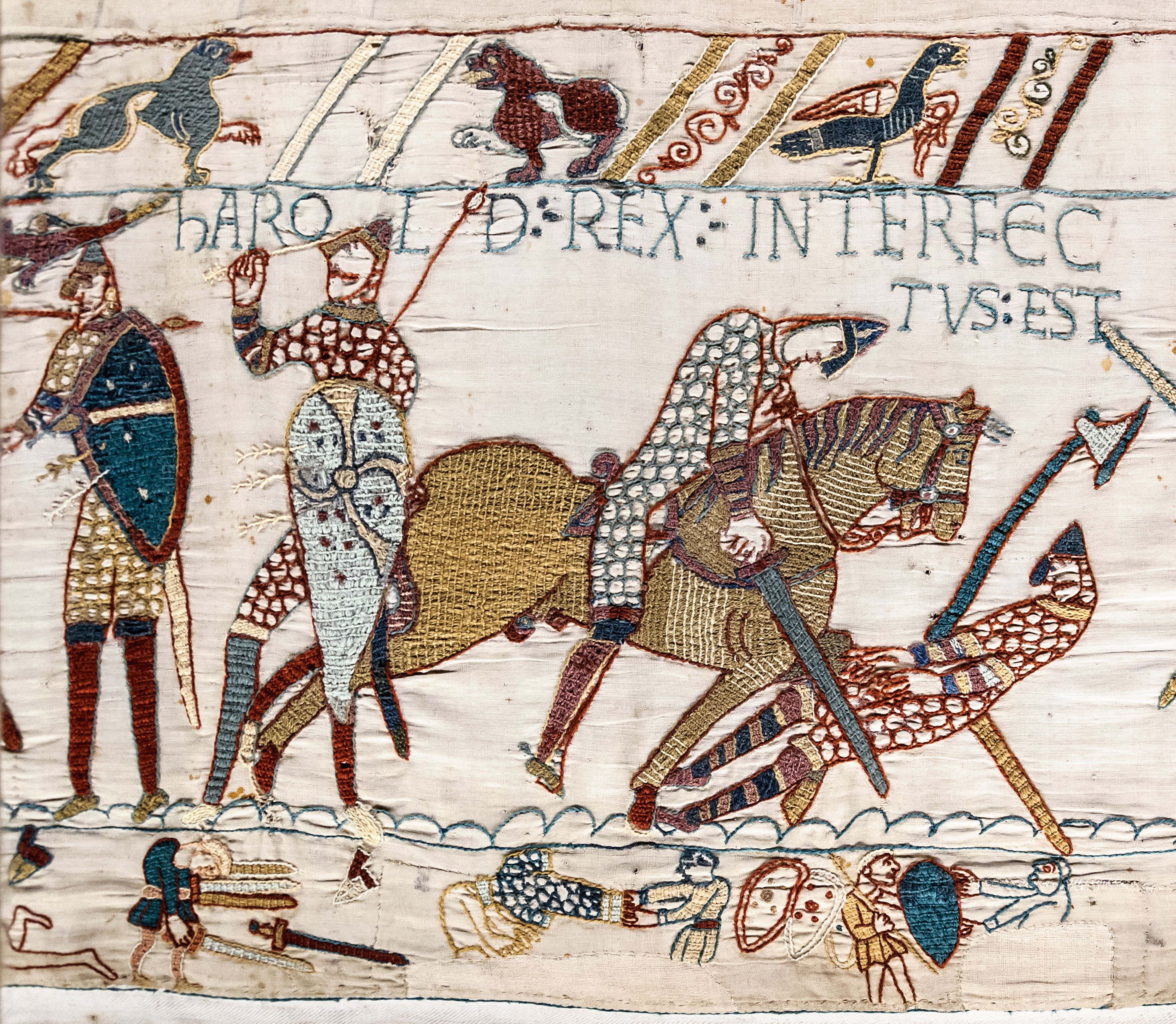
Cavalieri normanni con elmo "a nasale" - La morte di Aroldo II d'Inghilterra ne l'"arazzo di Bayeux".

Elmo normanno è il nome con cui si indica una particolare tipologia di elmo in ferro dotato di lungo nasale (da cui il nome Nasalhelm in lingua tedesca, "Elmo con nasale") diffuso in Europa nel IX secolo. Veniva calzato sopra il camaglio per garantire maggior protezione alla testa del guerriero.

## Storia

### Origini
L'elmo massicciamente utilizzato dai guerrieri normanni deriva direttamente dall'elmo vichingo sviluppato dalla Cultura di Vendel.

Questa tipologia d'elmo era già ampiamente diffusa in Europa occidentale nel IX secolo quando soppiantò in via definitiva le precedenti versioni di elmo che i guerrieri utilizzavano sin dai tempi del tardo impero romano: fond. lo Spangenhelm. Durante il primo periodo di diffusione del nuovo modello, gli armorari realizzarono dei prodotti ibridi. La dove infatti l'elmo vichingo propriamente detto aveva il coppo ottenuto da un unico pezzo di ferro, alcuni elmi con nasale prodotti su vasta scala in questo primo periodo presentano il coppo composto da diversi pezzi come nello Spangenhelm. L'accresciuta maestria metallurgica dei fabbri dell'Anno Mille portò alla definitiva diffusione di elmi il cui coppo era ottenuto da un singolo pezzo di ferro.
L'elmo normanno differiva dalle altre tipologie di elmo utilizzanti il nasale, quali appunto l'elmo vichingo o altre tipologie di elmo derivate dallo Spangenhelm in uso presso gli slavi ed i bizantini, perché il nasale dipartiva direttamente dal coppo e non dalla ghiera cui si agganciavano anche le pseudo-visiere a protezione degli occhi.

### Sviluppi
Al principio dell'XI secolo, l'elmo con nasale era la tipologia di elmo più diffusa in Europa. All'avvio delle crociate, tutti i guerrieri in grado di permetterselo, disponevano di un elmo con nasale. I milites più abbienti calzavano l'elmo sopra il camaglio, compensando così la mancanza di protezione per le guance ed il collo.
Nel corso del XII secolo, il coppo dell'elmo con nasale subì diverse evoluzioni.

Al principio del secolo, la maggior parte degli elmi derivati dal modello normanno presentano un profilo del coppo a berretto frigio, con il vertice rivolto in avanti. Si trattava, con buona probabilità, di un effetto visivo provocato dalla maggior cura con cui, durante la fabbricazione, l'armoraro batteva la parte frontale dell'elmo, quella cioè soggetta alle maggiori sollecitazioni durante il combattimento.

Nella seconda metà del XII secolo il coppo dell'elmo perde la sua forma puntuta in favore di un profilo più tozzo e tondeggiante, come quello con il quale viene ritratto Riccardo I d'Inghilterra nel suo primo Gran Sigillo nel 1189. Al volgere del secolo si diffonde un'ulteriore tipologia di elmo con nasale a coppo squadrato che anticipa il successivo modello dell'elmo semichiuso che diverrà poi il grande elmo. L'evoluzione parte dall'uso del nasale come punto d'aggancio per una maschera difensiva progressivamente sempre più protesa verso il mento del portatore.
L'elmo con nasale viene dismesso nel corso del XIII secolo in favore del sempre più diffuso grande elmo. Il passaggio non fu però brusco. Ancora nel 1250, l'iconografia della "Bibbia Maciejowski" presenta molte figure di guerrieri armati di elmo con nasale. È più che plausibile ritenere che alla base di questa persistenza d'uso del modello meno ingombrante di elmo vi fossero sia ragioni economiche (l'elmo con nasale era, in buona sostanza, la più economica tipologia di elmo a disposizione dei guerrieri, eccezion fatta per la rudimentale cervelliera) sia ragioni pratiche, essendo il grande elmo certamente arma difensiva superiore al vecchio elmo con nasale ma a evidente discapito della visibilità del portatore.

## Costruzione
L'elmo normanno era realizzato integralmente in ferro.

Si componeva di un coppo ottenuto da un unico pezzo di metallo (più pezzi di metallo nei primi modelli) che poteva essere o non essere rinforzato da creste trasversali ed una ghiera sul bordo inferiore. Direttamente dal coppo sviluppava un lungo e massiccio pezzo di ferro battuto che andava a proteggere il naso, il "nasale" appunto, del portatore.

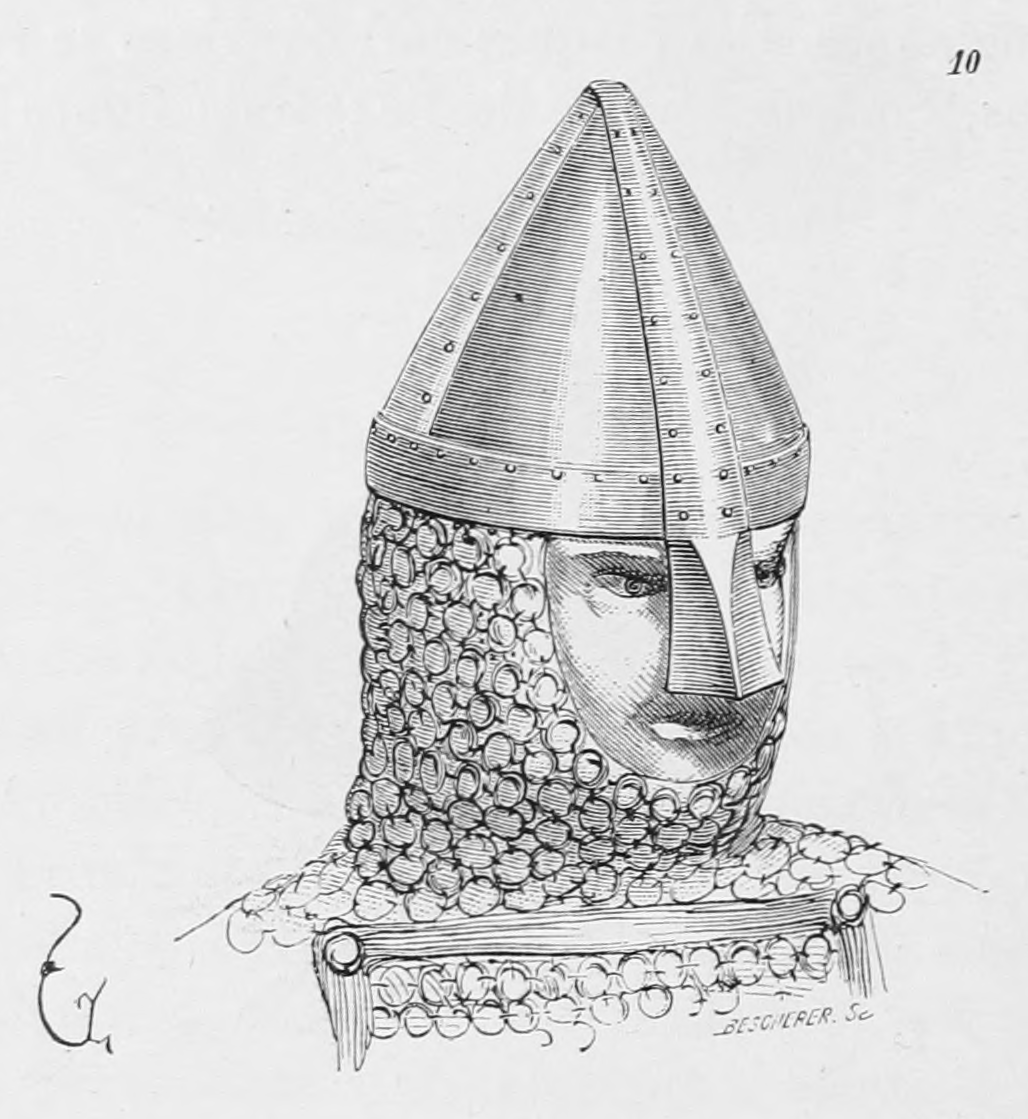
Elmo con nasale a coppo conico, XI secolo
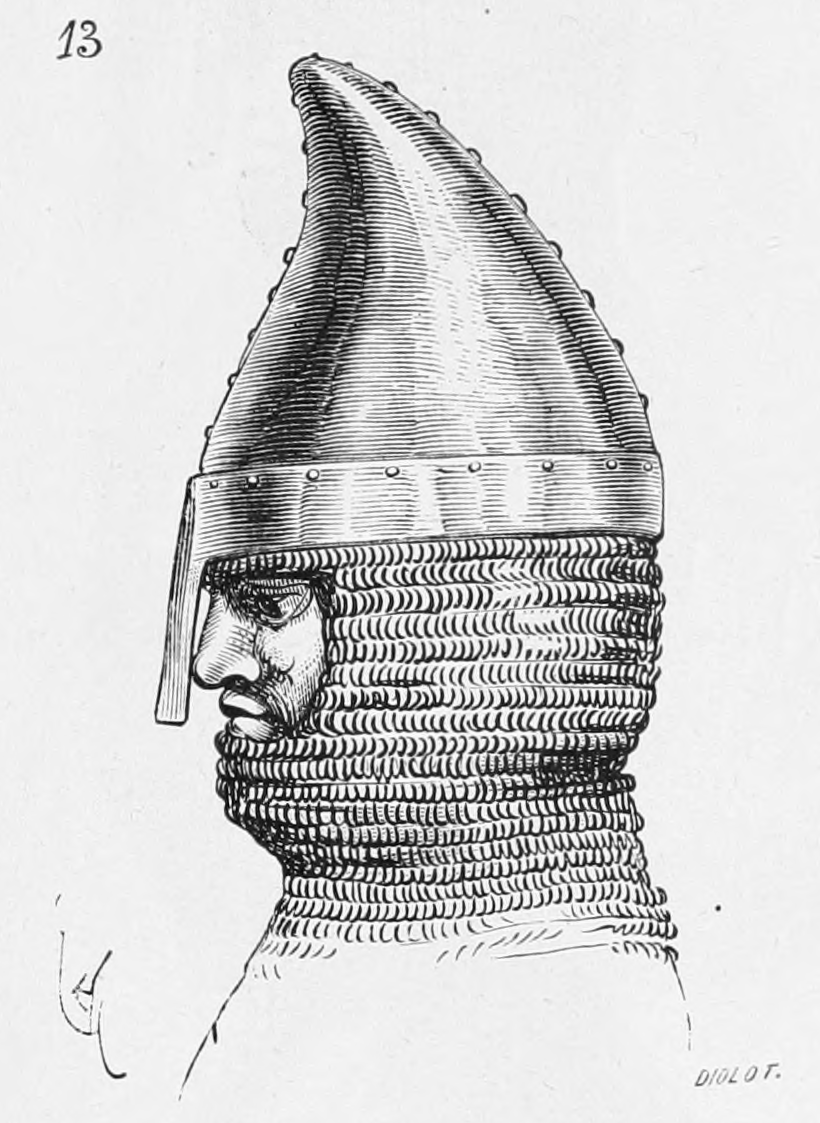
Elmo con nasale con coppo a berretto frigio, inizio XII secolo
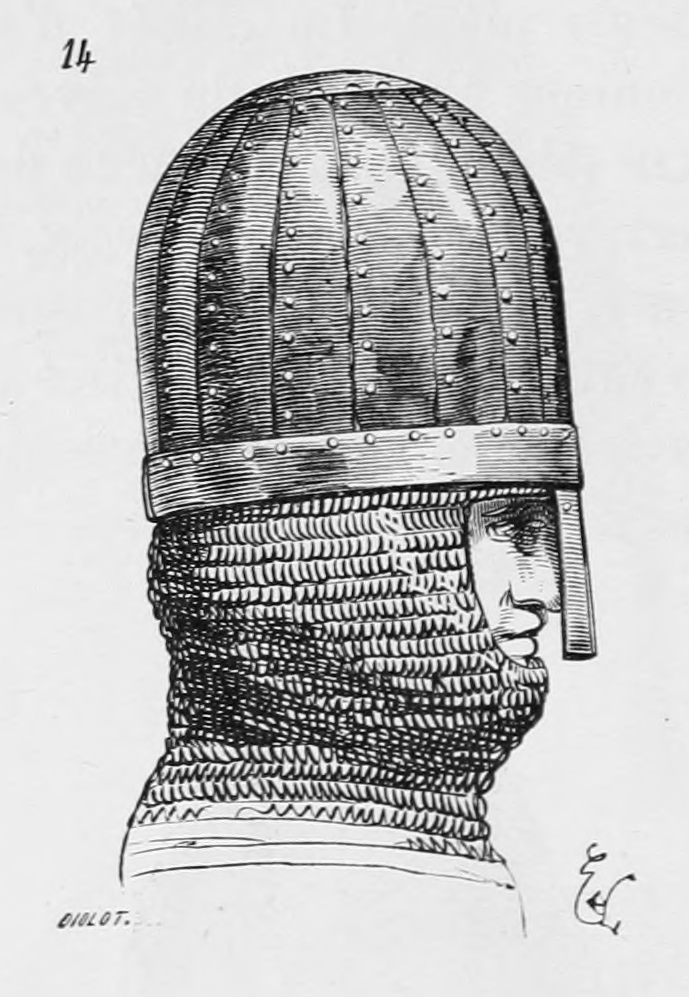
Elmo con nasale con coppo a tazza, seconda metà del XII secolo
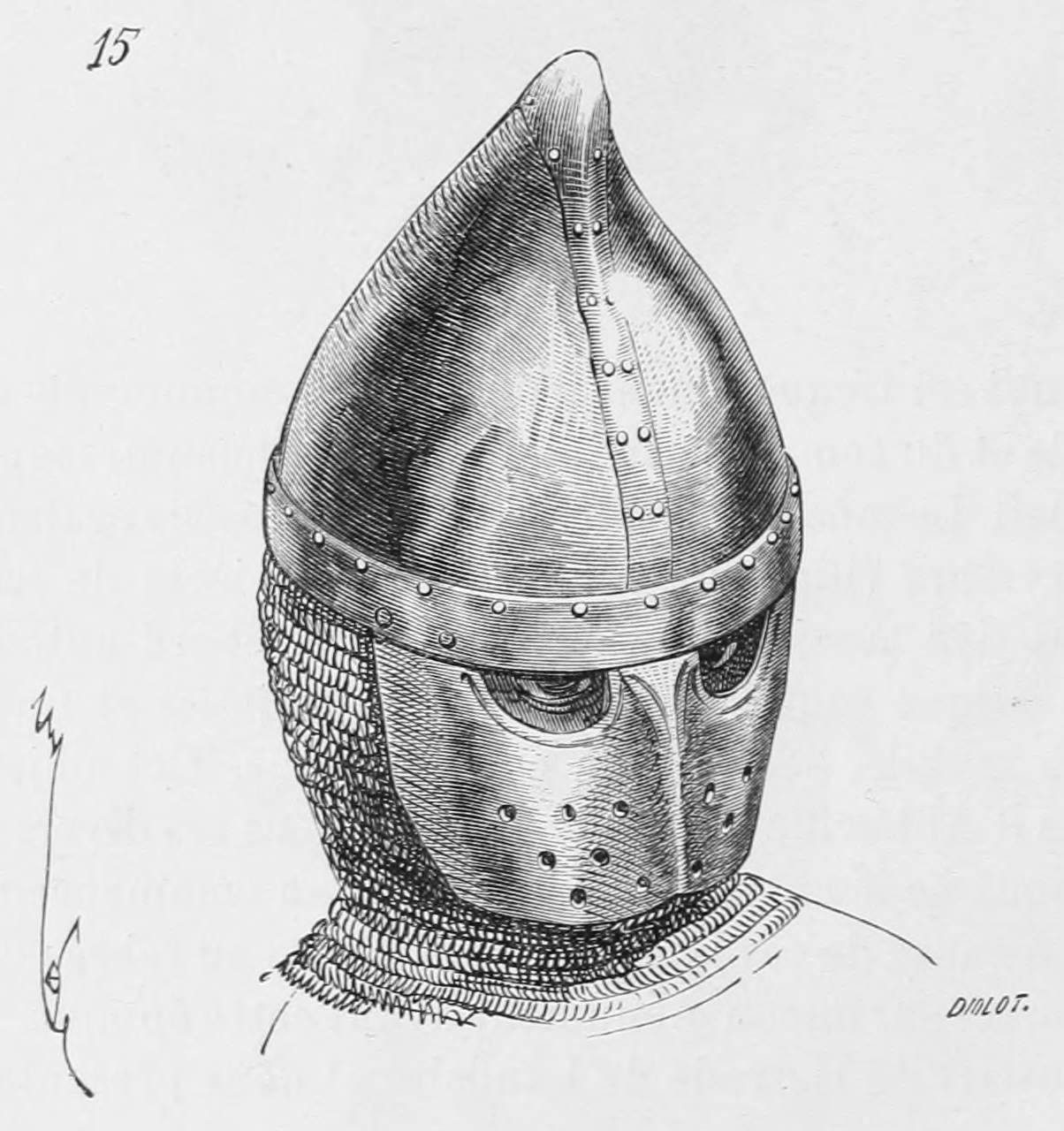
Elmo con nasale con coppo a berretto frigio e maschera di ferro, modello di transizione verso l'elmo semichiuso, fine XII secolo